# 中華民國空軍
中華民國空軍，為中華民國國軍的空中武裝部隊，隸屬於國防部空軍司令部，下轄空軍作戰指揮部、空軍防空暨飛彈指揮部、空軍教育訓練暨準則發展指揮部、空軍保修指揮部、空軍軍官學校以及各作戰聯隊、基地指揮部。法定員額約35,000人，是中華民國主要之航空軍事力量。
中華民國《國防報告書》之中指出，中華民國空軍的任務為「平時負責臺灣海峽偵巡、維護臺灣海峽空域安全，堅實戰備整備及部隊訓練任務，充實戰力完成戰備，主動協助災害防救；戰時全力爭取制空，並協同陸、海軍遂行各類型聯合作戰，以有效發揮空軍作戰之效能，擊滅進犯敵軍，確保國土安全。」

## 歷史

### 1913年－1949年

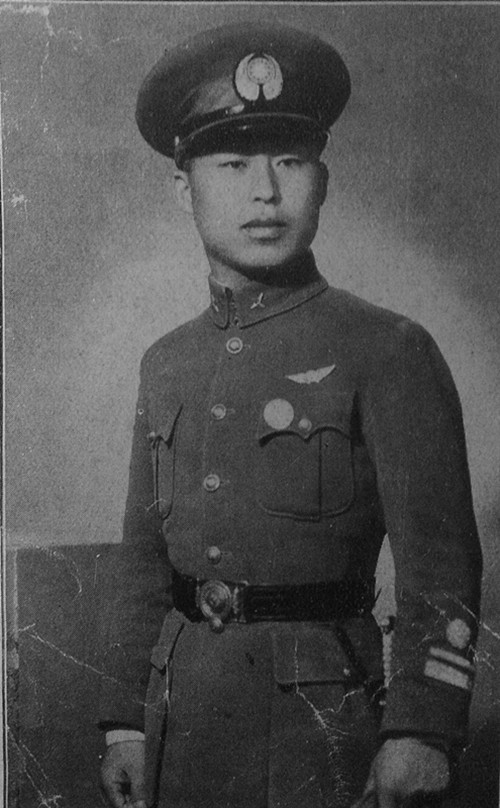
第二次中日戰爭期間殉職的王牌飛行員高志航

中華民國空軍可以追溯至1913年北洋政府成立的南苑航空學校與航空研究所。在1913年至1928年間，民國軍閥大量購買、部署各式飛機，直到1928年北伐成功為止。與此同時，孫中山在1920年於廣州護法軍政府下成立航空局，這被認為是中華民國空軍的濫觴。隨後這個組織持續發展，並且先後成立了飛機製造廠、航空司令部與中央航空學校。1934年5月军政部航空署改为国民政府军事委员会航空委员会。到了1937年，國民政府的航空部隊正式獨立於陸軍總司令部，成為獨立的軍種。
在中國抗日戰爭初期，中華民國空軍參與了多場戰役，包括攻擊長江沿岸的日本帝國海軍軍艦以及支援淞滬會戰。此時中華民國空軍主力戰鬥機機型是柯蒂斯霍克II戰鬥機與霍克III戰鬥機。1937年8月14日，日本帝國海軍轟炸機轟炸杭州筧橋機場，遭中華民國空軍攻擊而退敗；因此8月14日被國民政府定為空軍節。1938年5月，中華民國空軍出動两架B-10轟炸機至日本本土投放傳單。
到了戰爭中期，日本帝國海軍的情報單位破解中國軍隊的無線電密碼，使中華民國空軍受到打擊。。第二次中日戰爭（第二次世界大戰）的中後期，陳納德等外籍飛行員的加入、以及美國加入同盟國而提供的支援，使得中華民國空軍戰力重新建構，並參與了新竹空襲、以及空襲日本。
第二次世界大戰結束後，1946年6月国民政府军事委员会航空委员会改为空軍總司令部。内设：
- 空軍總司令部
  - 咨议室
  - 督察室
  - 秘书室
  - 统计室
  - 第一署（人事政策处、人事业务处）
  - 第二署（战斗情报处、照相情报处、反情报处、技术情报处、情报训练处）
  - 第三署（作战处、训练处、飞行安全处、防空处）
  - 第四署（技术补给处、一般补给处、飞机修护处、征购处、交通处）
  - 第五署（作战计划室、组织计划室、训练计划室、工业计划室）
  - 医务处
  - 财务处
  - 军法处
  - 气象处
  - 通信处
  - 工程处
  - 军械处
  - 总务处
  - 副官处
  - 新闻处

另在沈阳、北平、西安、重庆、汉口分别设立空军第一軍區、第二軍區、第三軍區、第四軍區、第五军区司令部。共有8个空军大队21个中队。飞机936架，飛機大量裝美國戰機。轰炸机大队装备B-24、B-25轰炸机；驱逐机大队装备P-51、P-47、P-40战斗机；空运大队装备C-46、C-47运输机；侦察大队装备P-38型侦察机。空军军区司令部编制包括中将司令、少将副司令、少将参谋长、第一至第四处（分管人事、情報、作戰、供應），秘书、督察两室，财务、总务两科，通讯、气象两个大队、担任警卫的特务营、空军总站下辖多个航空场站、高射炮兵团。实有總兵力235,837人。
在1946至1949年第二次國共內戰期間，中華民國空軍在中國以及台灣海峽周邊參與作戰支援與空襲中國共產黨的任務。並且與中國人民解放軍空軍發生至少11次空戰。1949年4月，中華民國空軍與中華民國的其他政府部門一起退往臺灣。同年10月，中華民國空軍在金門的古寧頭戰役中協助阻止中國人民解放軍推進。

### 1949年－1990年

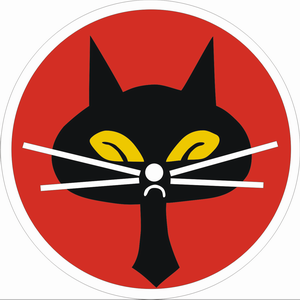
黑貓中隊隊徽。1962-1974年冷戰期間，空軍35中隊與美國中央情報局合作，深入中國大陸進行高空偵照任務。該中隊又被稱為黑貓中隊。

在1949年後與冷戰時期，中華民國空軍的飛機在海峽兩岸巡弋，並多次與解放軍空軍交戰。此時中華民國空軍從美國方面獲得大量裝備，例如F-86、F-100、F-101、F-104等。這時的空軍也成為美國的技術試驗平台，並且完成了史上首次利用空對空導彈擊落敵機的紀錄。
於此期間，中華民國空軍還在美國空軍以及中央情報局合作進行對中國大陸的偵照、空投與空降任務，其中包括操作U-2偵察機的黑貓中隊。任務期間，黑貓中隊總共執行了220次任務；其中有102次任務是在中國大陸執行，並在任務中失去了5架飛機。
1967年11月，中華民國空軍秘密組建一個運輸分隊，協助美國和越南共和國參與越南戰爭。這個分隊是利用空軍第34中隊組建，並配置2架C-123運輸機、7名飛行員和2名機工人員。分隊的任務包括運輸、空投和電子偵察，黑蝙蝠中隊也有前往南越進行支援。這個單位總共損失了25名人員，其中包括17名飛行員；另外還有3架飛機失踪。
從1979年開始，中華民國空軍在沙烏地阿拉伯開展了一項名為大漠計畫的機密軍事援助計劃。這項計畫每年派遣約100名現役飛行員與地勤人員以沙烏地阿拉伯軍人的身份軍援葉門阿拉伯共和國。這項計畫一直到1990年葉門統一與中華民國與沙烏地阿拉伯斷交才结束。

。

### 1990年－現今
由於國際政治及區域戰略形勢的轉變，中華民國空軍的主要任務逐漸轉變為維護臺海空域制空權，並且參與中華民國的救災、救難任務。中華民國空軍也參與多項國際人道救援任務，例如2004年印度洋大地震、2010年海地地震與2013年的海燕風災。

## 組織

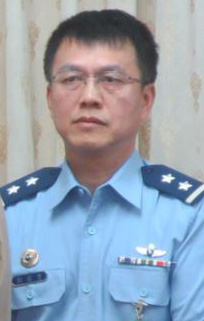
現任空軍司令鄭榮豐二級上將

### 行政單位

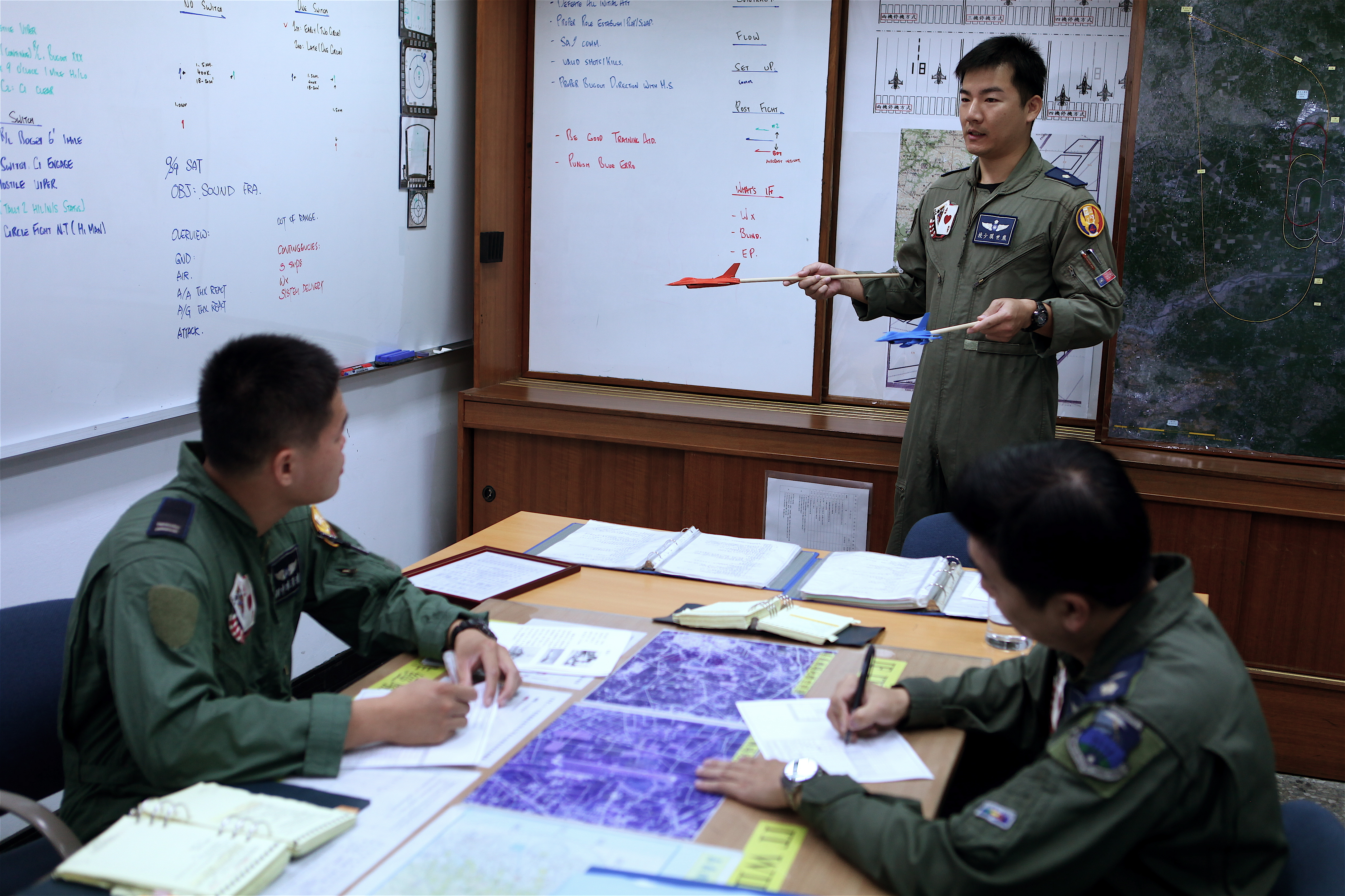
第四聯隊飛行員教學

根據中華民國《國防法》，總統統率中華民國陸海空軍，並且透過國防部指揮三軍。而根據《國防部組織法》，中華民國空軍隸屬國防部，並由空軍司令部與參謀本部指揮。
在空軍司令部轄下，設有作戰指揮部、防空暨飛彈指揮部、教育訓練暨準則發展指揮部、保修指揮部等4個指揮部；以及7個直屬空軍司令部的作戰聯隊。松山基地指揮部的名稱中雖然同為「指揮部」，但實際編制與其他作戰聯隊同級。另外，空軍軍官學校、空軍航空科技發展中心以及中區人才招募中心則直屬空軍司令部。
中華民國空軍的指揮單位組成與美國空軍編制相似。大致而言，在空軍司令部下，可以分為指揮部與作戰聯隊；其下設置作戰隊、大隊；並按照任務需求，再分為中隊、小隊、分隊、小組等。比較特殊的是，在防空暨飛彈指揮部轄下的指揮單位，並非以空軍編制組成，而是比較類似陸軍的編制。

### 組織架構
- 空軍司令部
  - 中區人才招募中心
  -  空軍軍官學校
  -  空軍航空科技發展中心

#### 指揮部
| 指揮部                   | 指揮官          | 駐地             | 附屬單位 |
| ------------------------ | --------------- | ---------------- | --- |
| 作戰指揮部               | 鄧恩憐 空軍中將 | 臺灣臺北         | - 戰術管制聯隊 - 通信航管資訊聯隊 - 氣象聯隊 |
| 防空暨飛彈指揮部         | 劉孝堂 空軍中將 | 臺灣高雄         | - 空軍防空第七九一旅 - 空軍防空第七九二旅 - 空軍防空第七九三旅 - 空軍防空第七九四旅 - 空軍防空第七九五旅 - 空軍防空砲兵管制中心 - 空軍防空暨飛彈保修總廠 |
| 教育訓練暨準則發展指揮部 | 董培倫 空軍中將 | 臺灣花蓮佳山基地 | - 空軍航空技術學院 - 基地訓練指揮部 - 防空砲兵訓練中心                                                                                                   |
| 保修指揮部               | 徐奕鴻 空軍少將 | 臺灣臺北         | - 第一後勤指揮部 - 第三後勤指揮部 - 料配件總庫 |

#### 作戰聯隊
| 作戰聯隊               | 指揮官／聯隊長  | 主要駐地                                      | 操作機型                                                                    |
| ---------------------- | --------------- | --------------------------------------------- | --------------------------------------------------------------------------- |
| 空軍松山基地指揮部     | 陳韋宗 空軍少將 | 臺北市松山機場                                | 行政專機                                                                    |
| 空軍第一戰術戰鬥機聯隊 | 廖伯文 空軍少將 | 臺南市臺南機場 臺灣省澎湖縣澎湖機場           | F-CK-1                                                                      |
| 空軍第二戰術戰鬥機聯隊 | 潘東櫸 空軍少將 | 臺灣省新竹市空軍新竹基地                      | 幻象2000                                                                    |
| 空軍第三戰術戰鬥機聯隊 | 王家炯 空軍少將 | 臺中市清泉崗機場                              | F-CK-1                                                                      |
| 空軍第四戰術戰鬥機聯隊 | 楊全文 空軍少將 | 臺灣省嘉義縣水上機場                          | F-16V、S-70C-6、UH-60M、EC-225                                              |
| 空軍第五戰術混合聯隊   | 胡中華 空軍少將 | 台灣省花蓮縣花蓮機場                          | F-16V、RF-16V                                                               |
| 空軍第六混合聯隊       | 楊炳申 空軍少將 | 台灣省屏東縣空軍神鷗基地 福建省金門縣金門機場 | E-2K、C-130H、P-3C                                                          |
| 空軍第七戰術戰鬥機聯隊 | 林猷翔 空軍少將 | 台灣省臺東縣空軍志航基地                      | F-16V（交機延誤，有人無機狀態，空軍調派四聯隊、五聯隊各4架F-16V BLK20進駐） |
| 空軍飛行訓練指揮部     | 吳佳興 空軍少將 | 高雄市空軍岡山基地                            | AT-3、T-BE5A、T-34                                                          |

## 人員
中華民國空軍法定員額為35,000人，來源包含志願役官兵、以及軍事訓練役士兵。2017年以前，在中華民國空軍中也包含一定數量的義務役官兵；然而隨著全募兵制的推動，最後一批義務役官兵已於2018年退伍。
中華民國空軍的組成大多為航空與地勤相關人員。除了航空人員外，中華民國空軍也具有專責氣象預測、情報、救護的官兵。不同於中華民國的其他軍種，中華民國空軍並不具有兵科的分別，而是將官兵以專長做區分。這些專長包含飛行、人事行政、情報、氣象、防空槍砲、一般作戰、化學、補給、兵工、飛彈保修、運輸、航機保修、工兵、資通電共14項。 另外，因為國軍的組織架構，也有一些跨軍種兵科的官兵隸屬於空軍。例如行政、財務、政戰、軍法或是軍醫。值得注意的是，在中華民國國軍之中，飛行並不是空軍獨有的專長；反而陸軍與海軍皆有隸屬於該軍種的航空兵。
在中華民國空軍中，官兵分為軍官、士官、以及士兵。軍官分為10官階；士官分為6個官階；而士兵則分為3個等級。一般而言，飛行專長僅開放給軍官受訓。在完成半年的基本飛行訓練後，分配至戰鬥或是空運組進行高階飛行訓練。大致來說，中華民國空軍的飛行員基礎養成需一年半的時間。由於中華民國空軍並沒有專屬該軍種的新訓中心，新兵是由陸軍與海軍代為進行入伍訓練、稱為一階段訓。 入伍訓練結束後，再轉往空軍航空技術學院等單位進行專長訓練、稱為二階段訓。
通常於完成新兵訓練之一階段與二階段訓後實施撥交入部隊。

### 軍階
現行的中華民國空軍軍銜與其他軍種統一由《陸海空軍軍官任官條例》規範。該法規將軍官分為將官、校官、尉官共3官等10官階；士官分為6個官階；而士兵則分為3個等級。值得注意的是，中華民國國軍曾經出現特級上將作為陸、海、空軍最高軍事長官，但已於2000年11月1日廢止；另外，在承平時期，二級上將立下特殊功勳才得以晉升一級上將。2012年12月12日制定《國防部參謀本部組織法》實施以來，空軍及國軍第一位於承平時期晉升四星一級上將者為沈一鳴空軍一級上將。

#### 軍官
| 北约代碼 | OF-10                             | OF-9                     | OF-9                | OF-8                       | OF-7                  | OF-5            | OF-4                       | OF-3          | OF-2            | OF-1                     | OF-1                      |
| -------- | --------------------------------- | ------------------------ | ------------------- | -------------------------- | --------------------- | --------------- | -------------------------- | ------------- | --------------- | ------------------------ | ------------------------- |
| 階級標示 | 已廢止                            |                          |                     |                            |                       |                 |                            |               |                 |                          |                           |
| 軍階     | 特級上將（General Special Class） | 一級上將（Full General） | 二級上將（General） | 中將（Lieutenant General） | 少將（Major General） | 上校（Colonel） | 中校（Lieutenant Colonel） | 少校（Major） | 上尉（Captain） | 中尉（First lieutenant） | 少尉（Second lieutenant） |

#### 士官與士兵
| 北约代碼 | OR-9                                      | OR-8                                       | OR-7                                      | OR-6                   | OR-5             | OR-4             | OR-3                    | OR-2                         | OR-1             |
| -------- | ----------------------------------------- | ------------------------------------------ | ----------------------------------------- | ---------------------- | ---------------- | ---------------- | ----------------------- | ---------------------------- | ---------------- |
| 階級標示 |                                           |                                            |                                           |                        |                  |                  |                         |                              |                  |
| 軍階     | 一等士官長（First Class Master Sergeant） | 二等士官長（Second Class Master Sergeant） | 三等士官長（Third class Master Sergeant） | 上士（Staff Sergeant） | 中士（Sergeant） | 下士（Corporal） | 上等兵（Senior Airman） | 一等兵（Airman First Class） | 二等兵（Airman） |

### 服裝
中華民國空軍制服受《陸海空軍服制條例》規範，現行服裝於2007年11月公告。與國軍其他軍種相同，空軍制服分為軍常服、軍便服與作戰服三類。
在空軍的制服中，軍官、士官與士兵服裝樣式皆相同。男性軍常服為深藍色西裝外套、天藍色襯衫與深藍色長褲；並且配戴深藍色的大盤帽、領帶與階級標示。空軍的男性人員穿著軍常服時同時必須著黑色襪子與皮鞋。女性方面，除帽子樣式為簷帽、下裝改為窄裙、以及需穿著膚色絲襪外，其他部分與男性軍常服相同。
軍便服大致而言與軍常服相同，但是不穿著西裝外套與領帶，同時可以選擇配戴大盤帽或是船形帽；作戰服則是因應任務需求而有所不同，例如飛行服、迷彩服等。

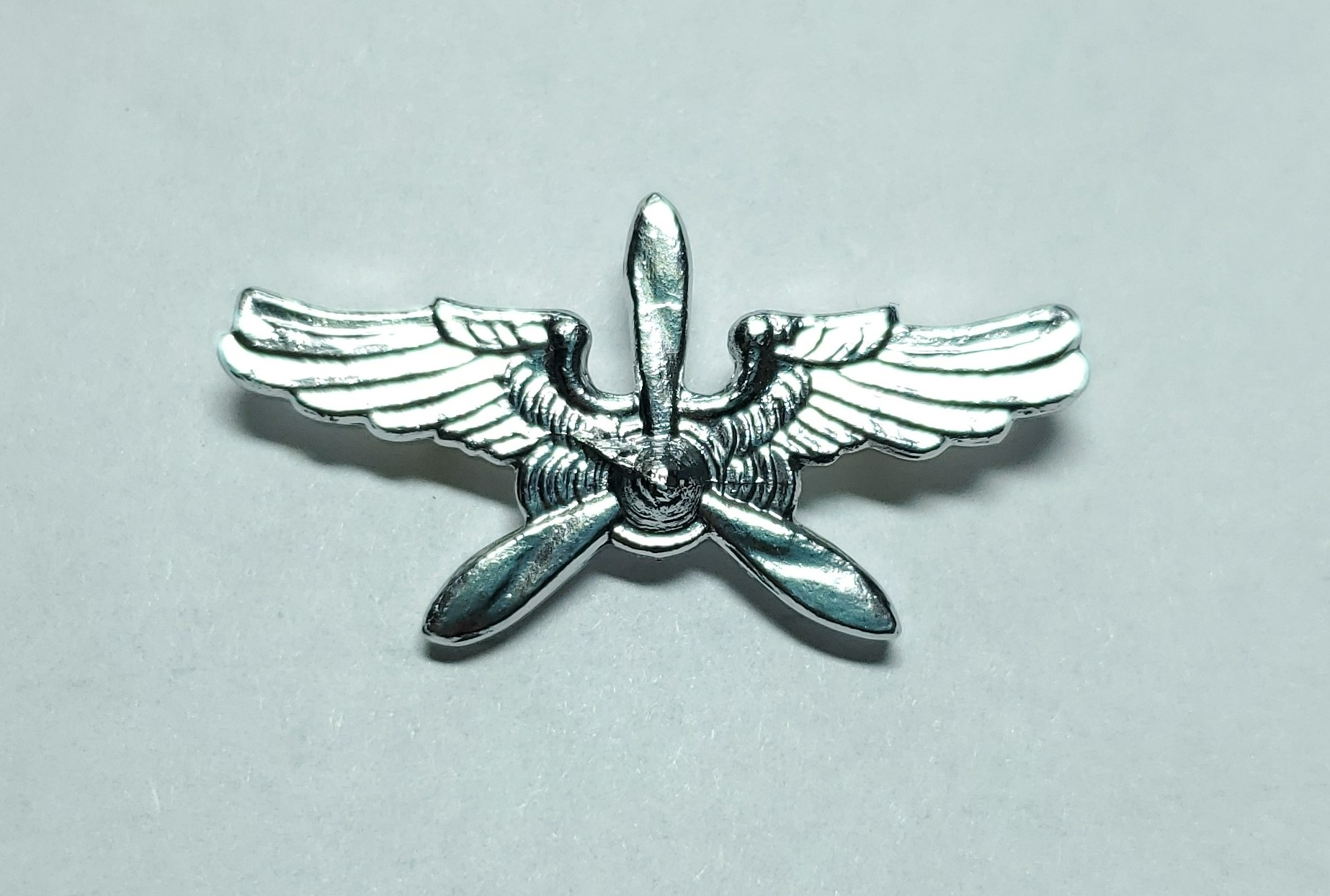
空軍軍常服領章，不分階級專業均使用。

### 帽徽與帽飾
空軍大盤帽帽徽

空軍一等士官長、中校以上高級軍官之帽飾

## 旗幟

中華民國空軍成立之初的軍旗

軍隊國家化後中華民國空軍軍旗

空軍軍旗
空軍司令旗
空軍一級上將旗
空軍二級上將旗
空軍中將旗
空軍少將旗
空軍上校旗

## 裝備

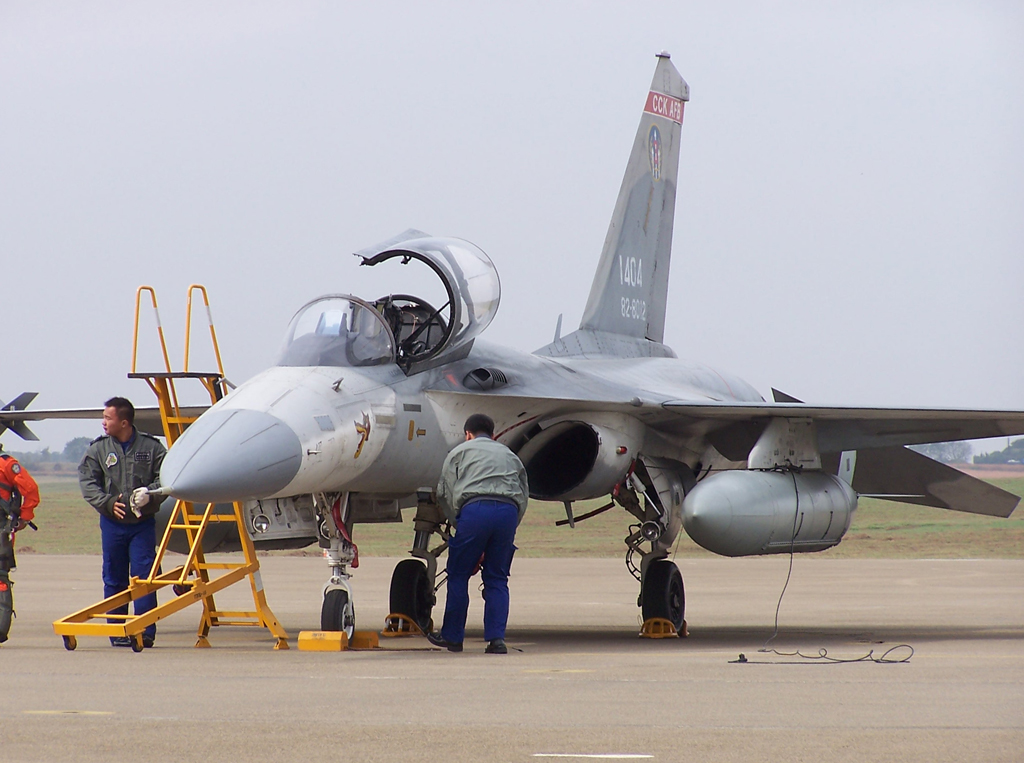
F-CK-1經國號戰鬥機

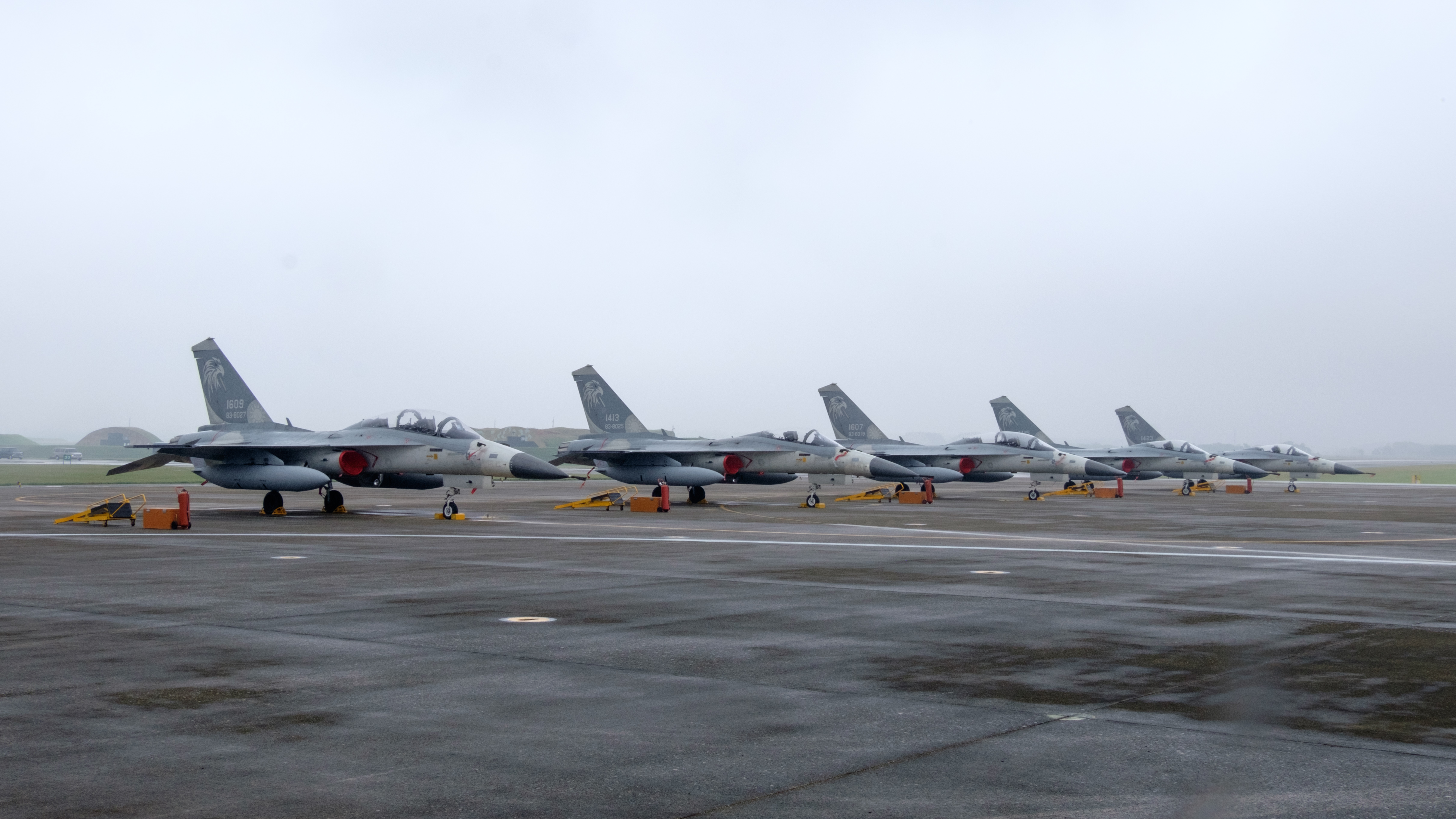
於清泉崗基地開放日的F-CK-1經國號戰鬥機

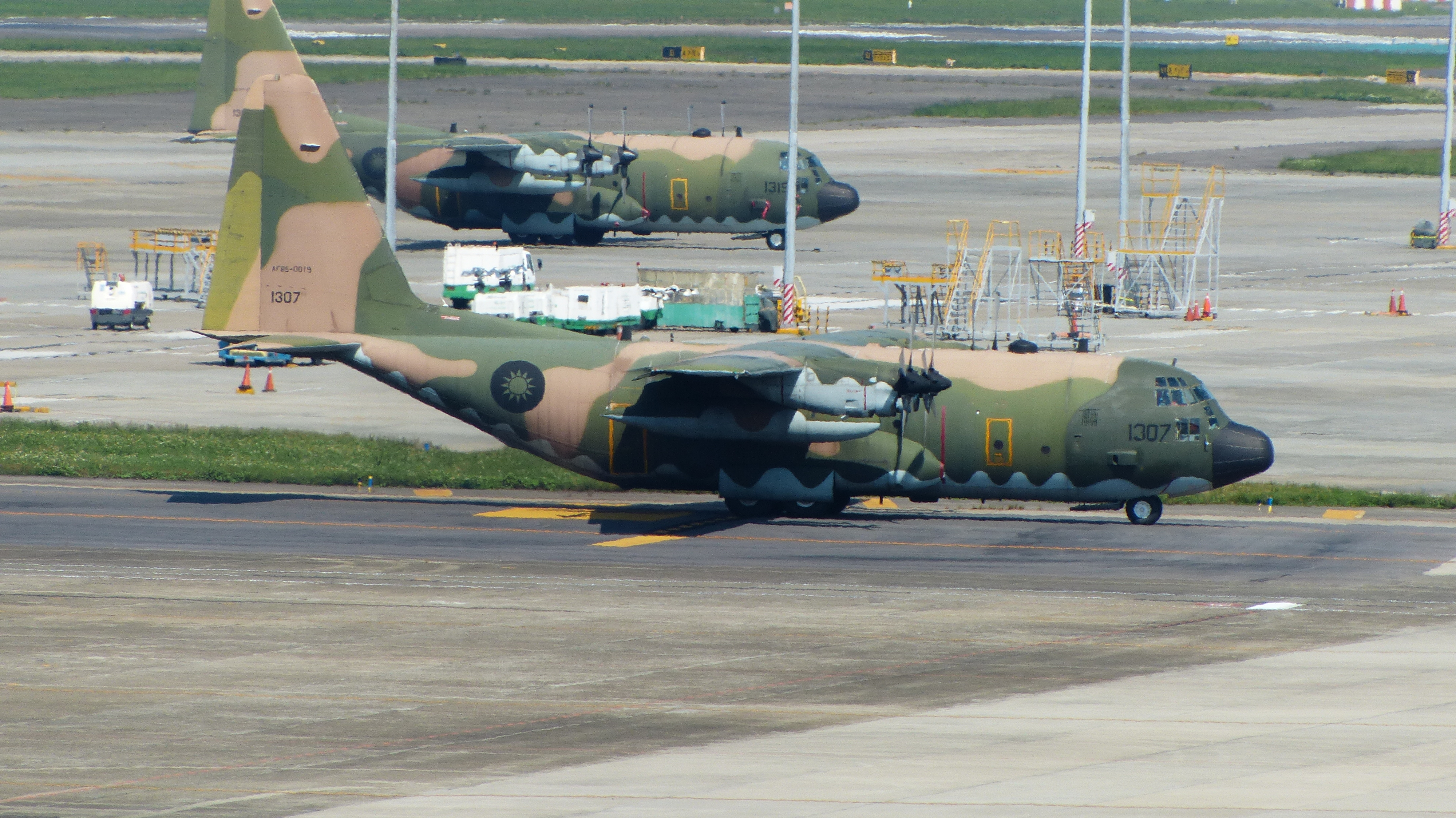
於松山基地的C-130H力士運輸機

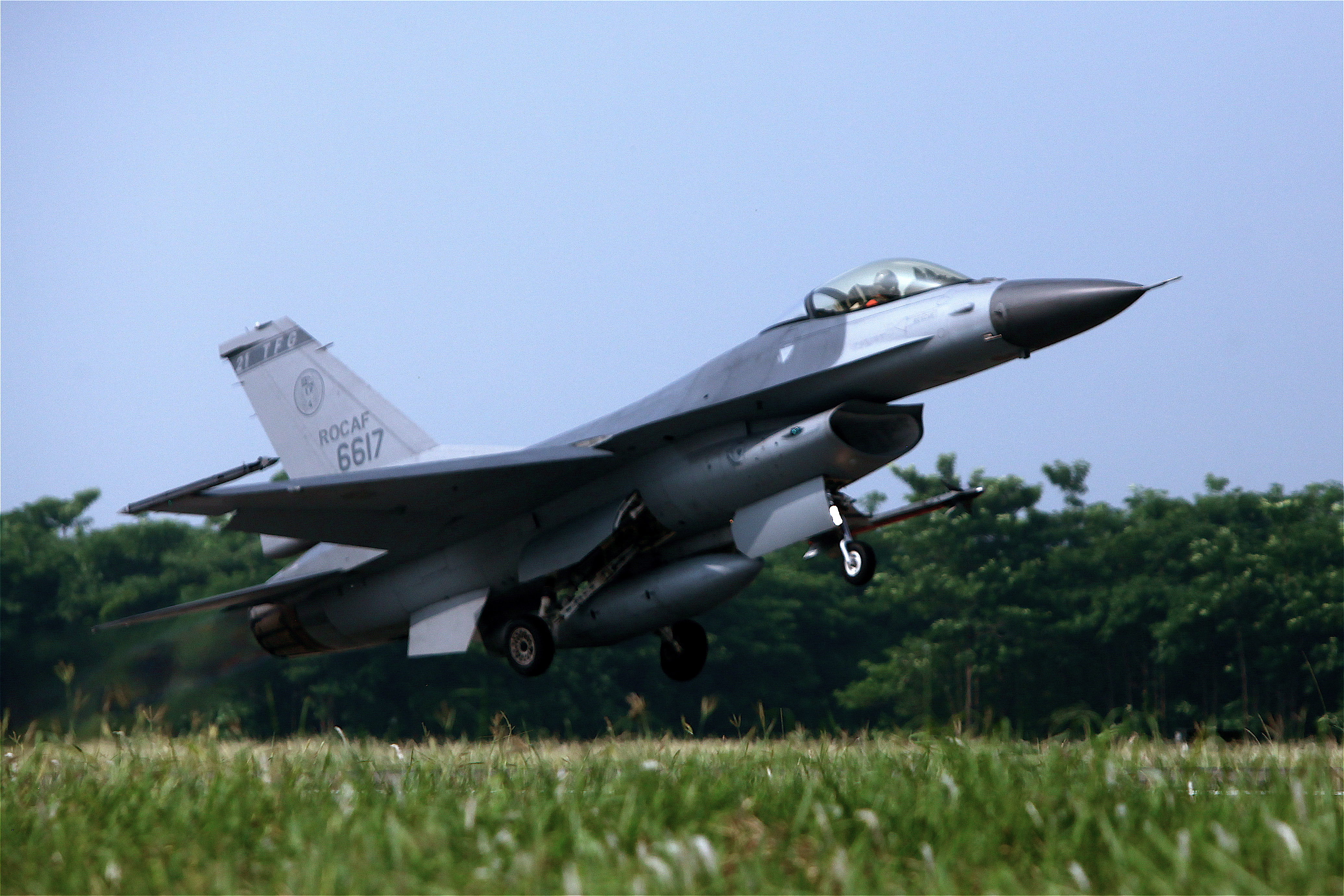
2011年嘉義基地的空軍第四戰術戰鬥機聯隊F-16 Block 20戰鬥機起飛

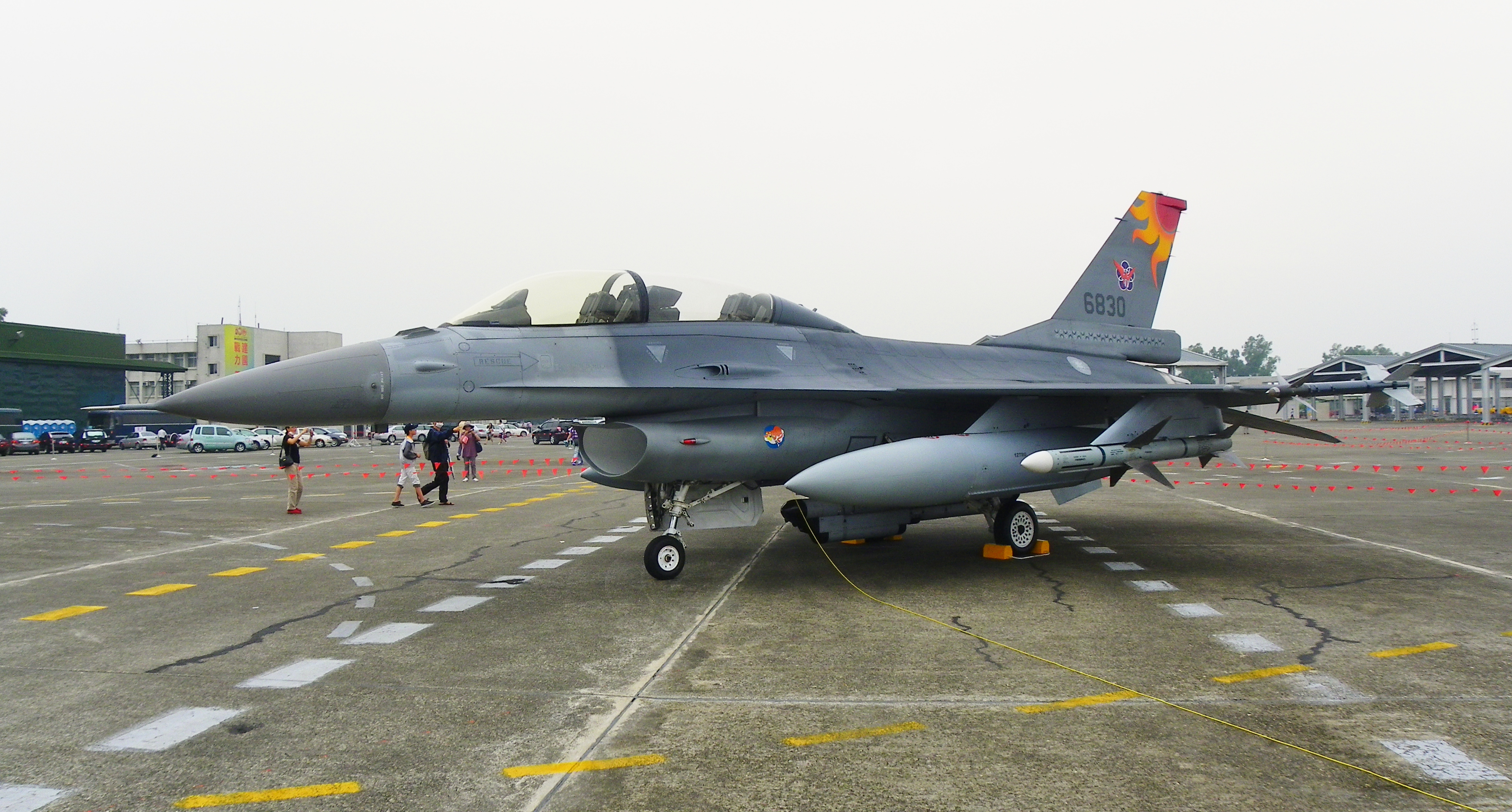
2011年岡山基地展示中的401聯隊F-16B戰鬥機

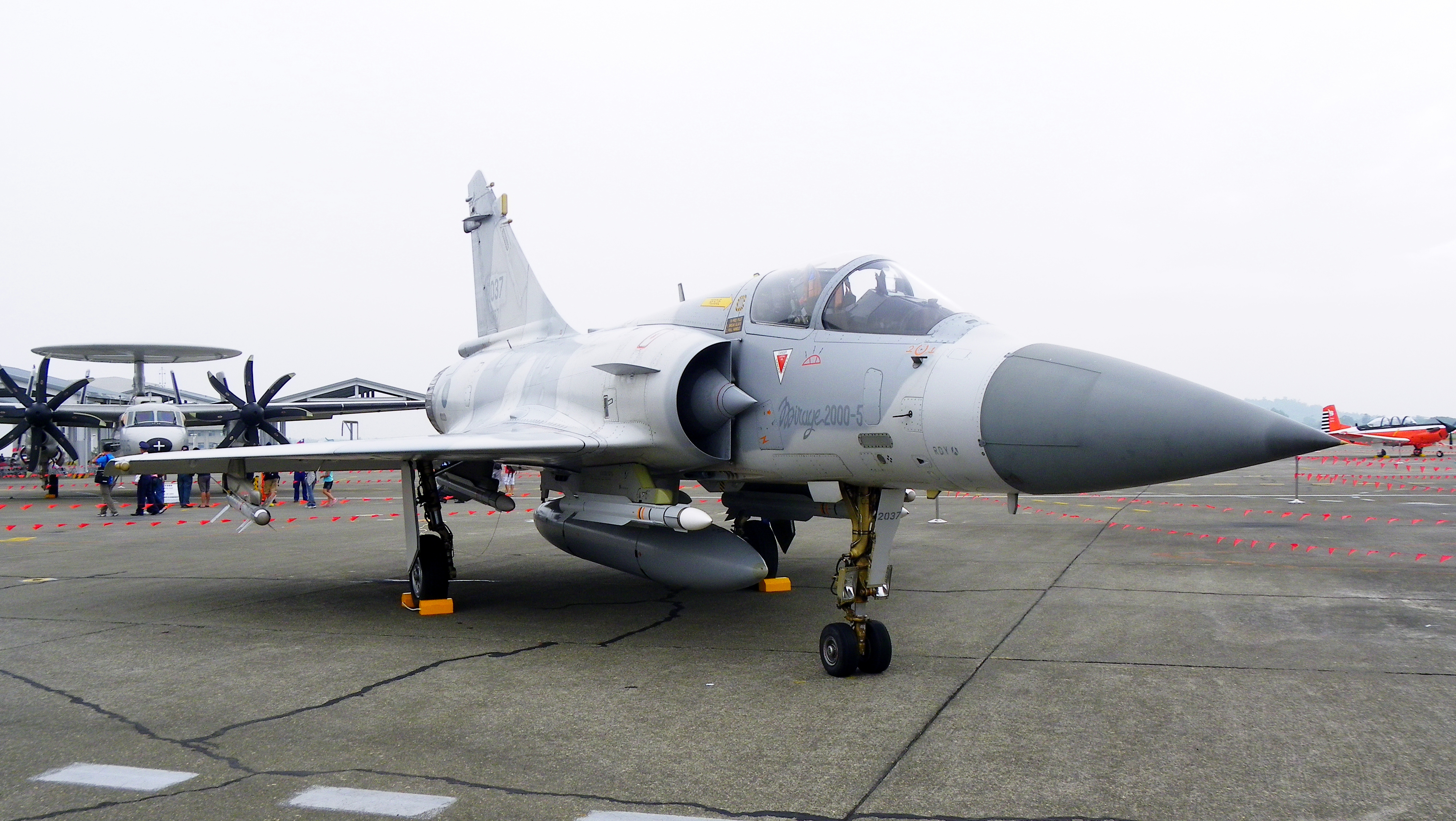
幻象2000-5戰鬥機

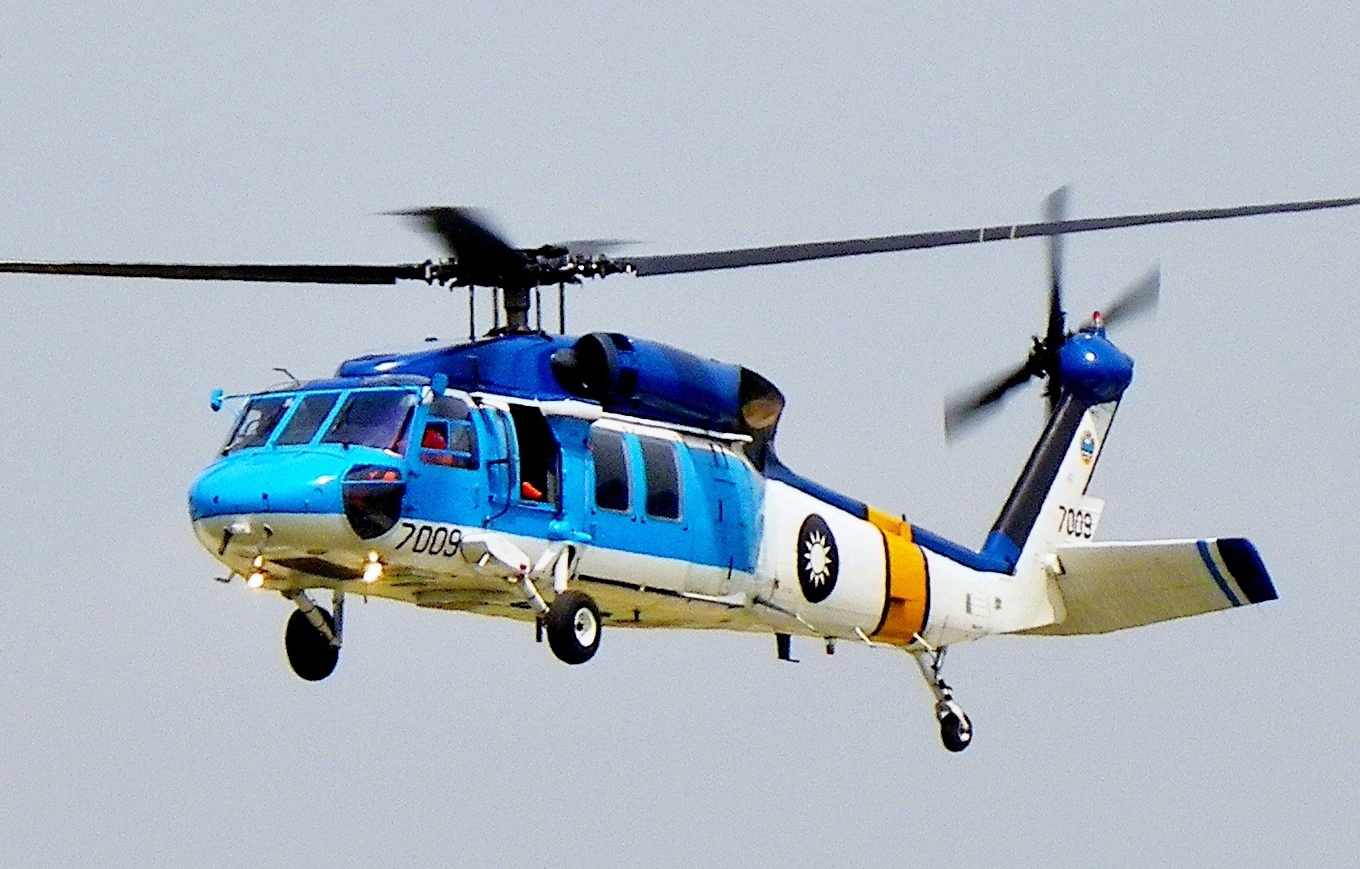
S-70C直升機

目前中華民國空軍約有400多架主力戰鬥機 ，並擁有各式偵察機、運輸機、教練機等輔助機型，構成總數約為550架飛行器的機隊。其中主力戰鬥機機型包括F-CK-1經國號戰鬥機、F-16戰鬥機、以及幻象2000戰鬥機。
除此之外，中華民國空軍也負責防空預警系統與各式飛彈的操作。
中華民國空軍的軍備來源包含國內自製以及外購。美國是中華民國空軍的主要的外購設備供應國，並提供路克空軍基地作為中華民國空軍訓練飛行員使用，2021年轉至位於图森国际机场的莫里斯空軍國民警衛隊基地進行訓練。

### 國內自製
在1980年代前，中華民國空軍的戰鬥機來源以向美國購買或由美國授權生產為主。然而，由於美國與中華人民共和國之間的關係發生改變，美國拒絕向中華民國空軍出售F-16戰鬥機。因此中華民國開始發展「自製防禦戰機」計畫（IDF），並生展F-CK-1經國號戰鬥機。經國號戰鬥機在1989年首飛之成功後，於1994年服役至今。
中華民國空軍曾經於1970年代與美國諾斯洛普公司(Northrop)合作研發AT-3教練機，取代T-33教練機。2000年代開始計劃自製66架高級教練機以汰換逐漸老舊的AT-3教練機和F-5E/F。2010年代決定以F-CK-1經國號戰鬥機作為基礎研發，也就是T-BE5A高級教練機。預計2026年完成交機。

### 現役機隊
| 飛機             | 照片   | 生產國   | 種類                             | 型號                               | 現役數量           | 備註 |        |
| 戰鬥機           | 戰鬥機 | 戰鬥機   | 戰鬥機                           | 戰鬥機                             | 戰鬥機             | 戰鬥機 | 戰鬥機 |
| ---------------- | ------ | -------- | -------------------------------- | ---------------------------------- | ------------------ | --- | ------ |
| F-16戰隼         |        | 美国     | 多用途戰機                       | F-16AM/BM Block 20F-16C/D Block 70 | 140架1架           | 採購216架，其中F-16A/B Block 20採購150架，事故損失10架；F-16C/D Block 70採購66架，自2025年開始交機。             |        |
| 幻象2000戰鬥機   |        | 法國     | 戰鬥機                           | 幻象2000-5EI/DI                    | 53架               | 採購60架，事故損失7架。                                                                                          |        |
| F-CK-1經國號     |        | 中華民國 | 多用途戰機                       | F-CK-1 A/B MLU                     | 129架              | 生產137架（原型機6架，量產機131架），事故損失5架。原型機中3架仍歸原廠漢翔提供測試，目前已退役，2架進入空軍服役。 |        |
| 偵察機           |        |          |                                  |                                    |                    | |        |
| F-16戰隼         |        | 美国     | 戰鬥機／偵察機                   | RF-16AM/BM Block 20                | 借調自上列F-16機隊 | 自既有F-16機隊隨機抽調數架掛載偵照莢艙擔任偵察機                                                                 |        |
| 反潛機           |        |          |                                  |                                    |                    | |        |
| P-3獵戶座        |        | 美国     | 反潛機                           | P-3C                               | 12架               | |        |
| 空中預警機       |        |          |                                  |                                    |                    | |        |
| E-2鷹眼          |        | 美国     | 空中預警機                       | E-2K                               | 5架                | 原有6架，1架事故報廢                                                                                             |        |
| 電戰機           |        |          |                                  |                                    |                    | |        |
| C-130力士式      |        | 美国     | 電戰機                           | C-130HE                            | 1架                | 別稱為「天機」。                                                                                                 |        |
| 運輸機           |        |          |                                  |                                    |                    | |        |
| C-130力士式      |        | 美国     | 戰術運輸機                       | C-130H                             | 19架               | 原有20架，事故損失1架。                                                                                          |        |
| 比奇1900         |        | 美国     | 運輸機／聯絡機／行政專機         | 比奇1900C                          | 11架               | |        |
| 福克50           |        | 荷蘭     | 運輸機／聯絡機／行政專機         | 福克50                             | 3架                | |        |
| 波音737-800      |        | 美国     | 總統行政專機                     | 波音737-800                        | 1架                | |        |
| 教練機           |        |          |                                  |                                    |                    | |        |
| AT-3自強號       |        | 中華民國 | 高級教練機／輕攻擊機             | AT-3                               | 46架               | 原有63架（3架原型機和60架量產機），其中原型機保留於漢翔公司，量產機事故損失14架，預計未來由T-BE5A勇鷹取代。      |        |
| T-34導師         |        | 美国     | 初級教練機                       | T-34C                              | 40架               | 原有49架，事故損失9架。                                                                                          |        |
| T-BE5A高級教練機 |        | 中華民國 | 高級教練機／部隊訓練機／輕攻擊機 | T-BE5A                             | 40架               | 共採購66架，交付中，事故損失1架                                                                                  |        |
| 直升機           |        |          |                                  |                                    |                    | |        |
| S-70C            |        | 美国     | 直升機                           | S-70C-6                            | 2架                | 原有16架（13架C-1及3架C-6），其中C-1已經於2020年退役，1架C-6退役作為零件機                                       |        |
| EC225超級美洲獅  |        | 法國     | 直升機                           | EC-225                             | 3架                | |        |
| UH-60黑鷹        |        | 美国     | 救難直升機／通用直升機           | UH-60M                             | 14架               | 原有15架，2016年自陸軍調撥，事故損失1架。                                                                        |        |
| 無人機           |        |          |                                  |                                    |                    | |        |
| 騰雲無人機       |        | 中華民國 | 無人機                           | 騰雲無人機                         | 5架                | 「實驗性服役中」                                                                                                 |        |
| 劍翔無人機       |        | 中華民國 | 無人機                           | 劍翔無人機                         | 200架              | |        |

## 紀念
1940年，空軍抗戰3周年，時任航空委員會祕書長的宋美齡，建議國民政府為紀念八一四空戰，這首次中日空戰的勝利，進一步激勵民心士氣，鼓舞全國人民抗戰熱情，決定將每年8月14日這一天，定為中華民國“空軍節”。

## 曾經使用的國籍標誌
- 中華民國北洋政府空軍 
(1916–1920)
- 中華民國北洋政府空軍 
(1920–1928)
- 汪精衛政權空軍 
(1940–1945)
- 中華民國空軍 
(1920–1991)
- 中華民國空軍
（低能見度）
(1920–1991)

## 外部連結
- 中華民國空軍（页面存档备份，存于）
- The Northrop F-5 Enthusiast Page
- 中國飛虎研究學會(原空軍退役人員協會)（页面存档备份，存于）
- 中華民國空軍的instagram （页面存档备份，存于）
- 98年度中華民國國防報告書
- 中華民國空軍戰史-台海戰役